# Liste der Baudenkmale in Rerik
In der Liste der Baudenkmale in Rerik sind alle Baudenkmale der Stadt Rerik (Landkreis Rostock) und ihrer Ortsteile aufgelistet (Stand 10. Februar 2021).

## Rerik
| ID  | Lage                  | Bezeichnung                                  | Beschreibung | Bild           |
| --- | --------------------- | -------------------------------------------- | --- | -------------- |
| 601 | Dünenstraße 4 (Karte) | Schulhaus (jetzt Heimatmuseum)               | | Weitere Bilder |
| 602 | (Karte)               | Kirche mit ehemaligem Kirchhof und Mausoleum | Frühgotische, 2-jochige Hallenkirche der Backsteingotik von 1250 (ähnlich wie in Neubukow), quadr. Chor mit Kreuzgratgewölbe, 3-schiffiges, 2-jochiges Langhaus mit Kreuzrippengewölbe. | Weitere Bilder |

## Blengow
| ID  | Lage                   | Bezeichnung | Beschreibung | Bild     |
| --- | ---------------------- | ----------- | ------------ | -------- |
| 163 | Lindenallee 21 (Karte) | Gutshaus    |              | Gutshaus |

## Roggow
| ID  | Lage                  | Bezeichnung | Beschreibung | Bild     |
| --- | --------------------- | ----------- | --- | -------- |
| 616 | Schlossstraße (Karte) | Gutshaus    | Barocker, sanierter, 2-gesch., 12-achs. Putzbau von 1666 auf Ursprungsbau von um 1345; Umbau im tudorgotischen Stil von 1850 mit Mezzaningeschoss und Mittelrisalit. | Gutshaus |

## Russow
| ID  | Lage    | Bezeichnung                       | Beschreibung | Bild                              |
| --- | ------- | --------------------------------- | --- | --------------------------------- |
| 629 | (Karte) | Kirche mit Friedhof und Mausoleum | Gotische Feldsteinkirche vom Anfang des 14. Jh. und in Backstein vollendet mit 2-jochigem Kirchenschiff und eingezogenem Chor; Engelbrecht-Orgel von 1700. | Kirche mit Friedhof und Mausoleum |

## Quelle
Denkmalliste des Landkreises Rostock A ‐ Z (Stand: 10. Februar 2021; PDF, 497 KB)